# Elizabeth Fulhame
Elizabeth Fulhame, née vers 1759 et morte vers 1810, est une chimiste écossaise connue pour son ouvrage An Essay on Combustion, (1794), dans lequel elle décrit le processus de catalyse et de photo-réduction.
Elle décrit le phénomène de catalyse, quarante ans avant que Jöns Berzelius le nomme en 1835.
Elle est nommée membre honoraire de la Philadelphia Chemical Society en 1798.